# Patrick Harvie
Patrick Harvie (Magh Leamhna, 18 de març de 1973) és un polític escocès, cocoordinador del Partit Verd Escocès amb Maggie Chapman, i diputat del Parlament Escocès per a la regió de Glasgow. Va ser escollit per primera vegada en les eleccions de 2003 i va ser reelegit el 2007, 2011 i 2016.